# Geschiedenis van de geneeskunde
De geschiedenis van de geneeskunde gaat terug tot de prehistorie. Tijdens de geschiedenis van de mensheid ontwikkelde geneeskunde zich in verschillende beschavingen en culturen onafhankelijk, elk met eigen opvattingen over zaken als geboorte, dood, ziektes en genezing. In oude tijden werden ziektes vaak toegeschreven aan metafysica, zoals het werk van demonen en andere kwaadaardige wezens, of aan de interventie van een god of goden. Ook tegenwoordig kijkt men in verschillende culturen vaak nog anders tegen geneeskunde aan.

## Prehistorie

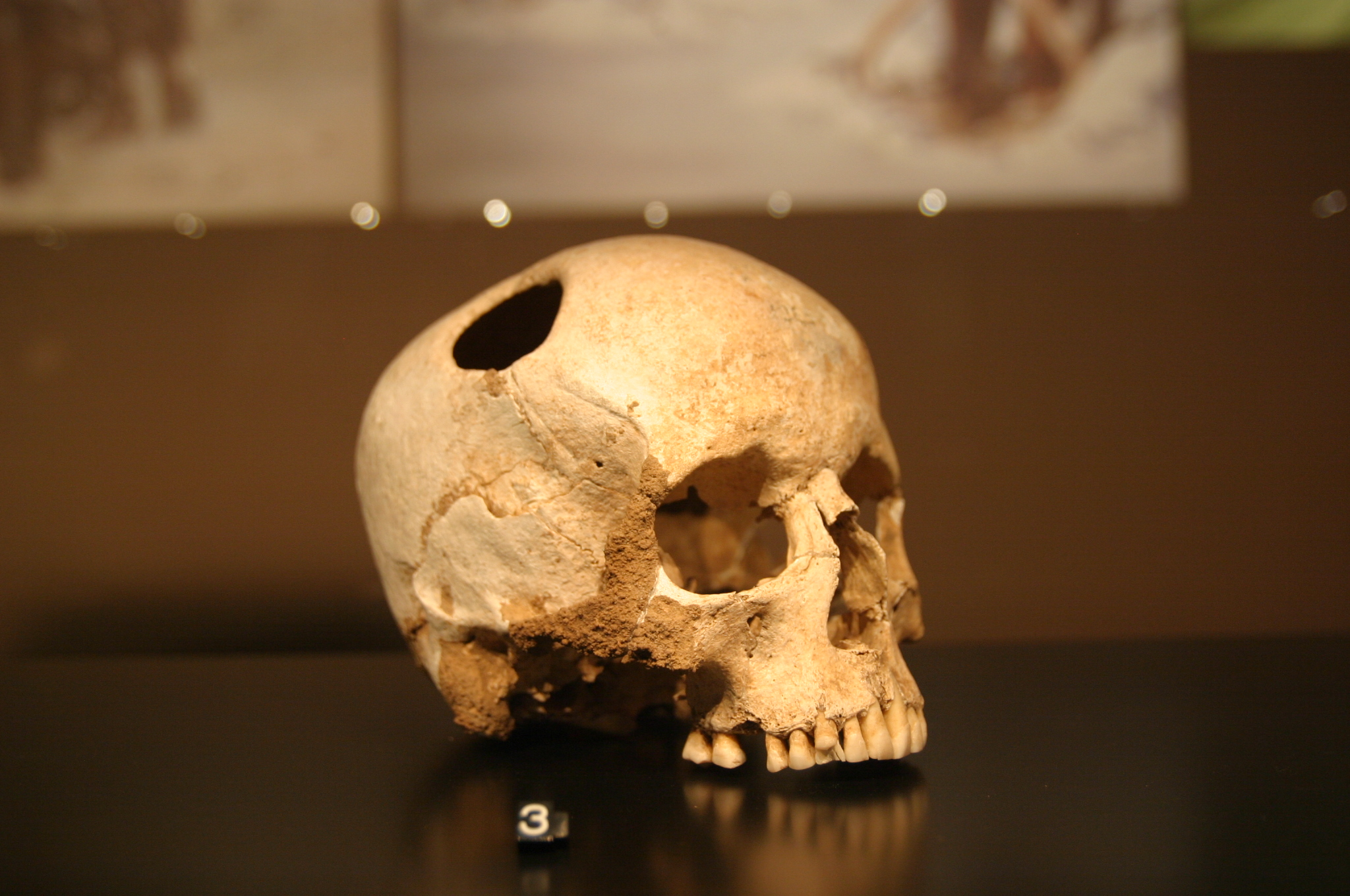
Schedel van een vrouw uit 3500 v.Chr. met een gat dat getuigt van schedeltrepanatie in een museum te Lausanne

Er zijn geen geschreven bronnen die kunnen bevestigen wanneer de mens zich voor het eerst serieus bezig is gaan houden met het behandelen of voorkomen van ziektes. Het is ook niet met zekerheid te zeggen hoe de eerste geneeskunde eruitzag. Wel is bekend dat in de prehistorie men al planten en kruiden gebruikte als natuurlijk medicijn. Ook werden al primitieve behandelmethodes toegepast zoals schedeltrepanatie, en geloofde men al in het bestaan van bovennatuurlijke wezens die voor ziekte en genezing zouden kunnen zorgen.
Bij prehistorische stammen werd geneeskunst vaak overgelaten aan speciale personen, zoals sjamanen.

## Oudheid

### Egypte
In het Oude Egypte ontwikkelde men een kennis van verschillende medicijnen en behandelmethodes. Herodotos omschreef de Egyptenaren als “de gezondste mensen, na de Libiërs” Volgens Herodotos waren artsen elk gespecialiseerd in één enkele ziekte. Hoewel de Oud-Egyptische geneeskunde nog altijd zwaar leunde op een geloof in het bovennatuurlijke, ontwikkelde het zich in de loop van de tijd toch tot een bruikbare vorm van geneeskunde op het gebied van anatomie, gezondheid en klinische diagnoses.
De oudste bekende arts komt uit Egypte: Hesire. Hij was arts voor farao Djoser in de 27e eeuw v.Chr.

### Mesopotamië
De Sumerische beschaving kende een vorm van geneeskunst gebaseerd op sterrenkunde. De sterren zouden volgens hun leer van invloed zijn op het leven van mensen, en bijgevolg ook op hun ziektes. De Sumeriërs beschikten over enkele, grotendeels foutieve fysiologische begrippen. Ziekten werden gezien als een straf van de goden of het gevolg van een demonische tussenkomst. Bezweringen, gebeden en offers waren dus zeker zo belangrijk als de voorgeschreven geneesmiddelen, die konden bestaan uit mineralen, dierlijke producten of plantenextracten.
Ook de Assyriërs en de Babyloniërs hielden zich bezig met geneeskunst. De oudste Babylonische geschriften over geneeskunde dateren uit de Babylon I-dynastie. Het meest uitgebreide Babylonische medische geschrift, is het Diagnostisch Handboek, geschreven door Esagil-kin-apli uit Borsippa, Vrijwel tegelijk met de Oud-Egyptische geneeskunst introduceerden de Babyloniërs het concept van diagnoses, prognoses, lichamelijk onderzoek en het voorschrijven van medicijnen. Daarnaast omschrijft het Diagnostisch Handboek methodes voor het toepassen van therapie en etiologie, en het gebruik van logica bij het stellen van diagnoses. De tekst bevat ook een lijst van medische symptomen.
Het Diagnostisch Handboek was gebaseerd op een reeks axioma’s en aannames, waaronder de stelling dat men de ziekte van een patiënt kan vaststellen via inspectie van de symptomen. De Babyloniërs konden onder andere beroertes, koorts en aandoeningen aan de ogen, oren, huid en hart van elkaar onderscheiden. De lever als collector van het bloed werd gezien als het voornaamste orgaan.
De Codex Hammurabi bevatte afzonderlijke bepalingen voor artsen, met onder andere tarieven voor behandelingen en ingrepen en sancties tegen nalatige artsen.

### India
De Atharvaveda, een heilig geschrift uit het hindoeïsme daterend uit de vroege ijzertijd, omvat de oudste Indische omschrijving van geneeskunst. Ook deze geneeskunst was gebaseerd op een geloof in het bovennatuurlijke en omvatte behandelingen als exorcisme. Het geschrift bevat een opsomming van ziekten en symptomen. Verder omschrijft de Atharvaveda het gebruik van kruiden als behandeling voor uiteenlopende kwalen.
In het eerste millennium voor Chr. werd in India het eerste wetenschappelijke systeem voor geneeskunst samengesteld: de Ayurveda. De bekendste geschriften uit de Ayurveda behoren tot de leer van Charaka (Taxila, 1e of 2e eeuw n.Chr.) en Sushruta (Varanasi, 5e eeuw n.Chr.). De Ayurveda borduurde verder op het gebruik van kruiden, aangevuld met nieuwe kennis over therapieën en nosologie. Sushruta's medische geschriften omvatten 184 hoofdstukken, waarin 1120 kwalen worden omschreven, waaronder lichamelijke en psychische aandoeningen. Zijn werk omschrijft ook 125 geneeskundige instrumenten, 300 procedures, en verdeelt de menselijke geneeskunst in 8 categorieën: kāyācikitsā (interne geneeskunde), śalyacikitsā (chirurgie), śālākyacikitsā (oog-, oor-, neus- en keelaandoeningen), kaumārabhṛtya (pediatrie), bhūtavidyā (geestelijke geneeskunde), agada tantra (toxicologie), rasāyana (ouderdom) en vājīkaraṇa (vruchtbaarheid, vooral voor mannen).
Een alternatieve vorm van geneeskunst uit het oude India is Uani. Deze bloeide vooral op tijdens de sultanaatperiodes en de tijd van het Mogolrijk.

### China
China ontwikkelde ook al vroeg een grote kennis op het gebied van geneeskunst. Veel van de oude Chinese geneeskunde komt voort uit de observaties en behandelingen van zieken, uitgevoerd door taoïstische artsen. Het belangrijkste geschrift uit de oud-Chinese geneeskunst is de Huangdi neijing, bestaande uit twee boeken: de Suwen 素問 en de Lingshu 靈樞. De Neijing werd lange tijd toegeschreven aan de legendarische “gele keizer” Huang Di, maar dat wordt door Chinese geleerden betwijfeld. Het ligt meer voor de hand dat de Neijing werd geschreven in de Periode van de Strijdende Staten.
Tijdens de Oostelijke Han-dynastie schreef Zhang Zhongjing een medisch geschrift genaamd Shang Han Lun.

### Grieken en Romeinen

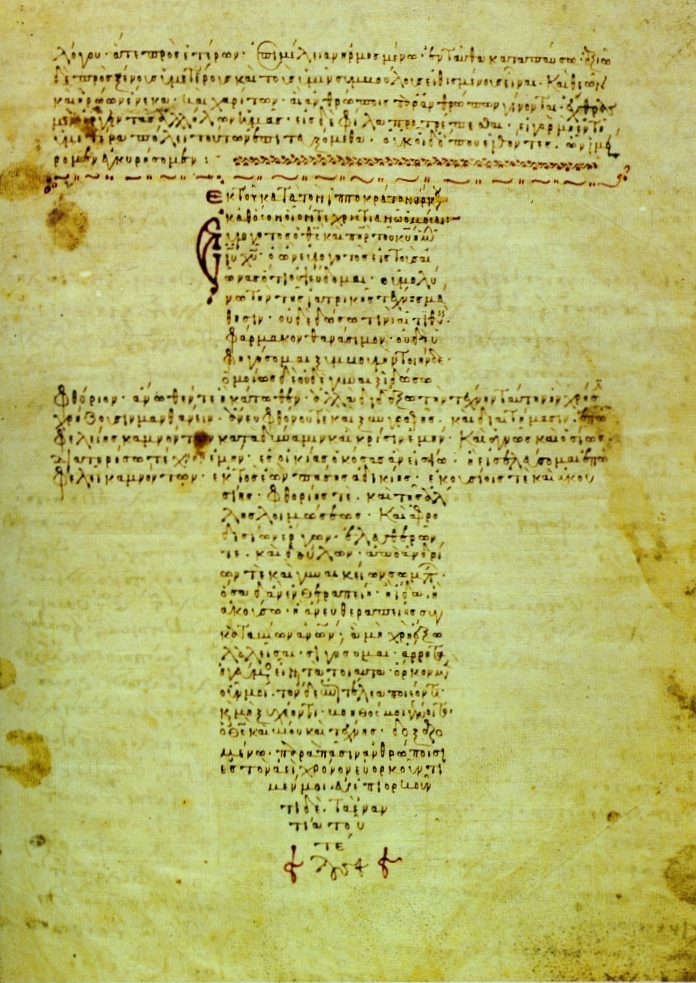
Het Corpus Hippocraticum, een verzameling van meer dan 60 oude medische werken uit Griekenland, (onterecht) toegeschreven aan Hippocrates

#### Scholen
De oudste bekende Griekse medische school, werd geopend in Cnidus in 700 v.Chr. Hier werd onder andere het eerste anatomische werk uit Griekenland geschreven. De Oud-Griekse geneeskunst was vooral gebaseerd op het geloof in de klassieke elementen vuur, water, aarde en lucht.

#### Goden
Asklepios was in het oude Griekenland de god van de geneeskunst en stond in veel behandelwijzen centraal. Epidauros, de plaats waar hij geboren zou zijn, bevatte een kuuroord en was waarschijnlijk een van de eerste georganiseerde ziekenhuizen waarvan men het bestaan kent.

#### Belangrijke figuren
Een belangrijke figuur in de Oud-Griekse geneeskunst was de arts Hippocrates van Kos, die wordt beschouwd als de oprichter van de moderne geneeskunst. Het Corpus Hippocraticum is een verzameling van meer dan 60 oude geschriften over geneeskunst, mogelijk allemaal van de hand van Hippocrates en zijn studenten. Hippocrates bedacht onder andere de Eed van Hippocrates, die hedendaagse artsen nog afleggen. Hippocrates en zijn volgelingen waren de eersten die veel ziektes en de behandelingen daarvoor omschreven. Zo omschreef hij al trommelstokvingers en legde een verband tussen dit verschijnsel en longaandoeningen.
Hippocrates begon ziektes in te delen in categorieën die men vandaag de dag nog altijd hanteert, zoals "acuut", "chronisch", "endemisch" en "epidemie". Hippocrates was zijn tijd vooruit omdat hij niet zomaar aannam dat ziektes door een bovennatuurlijke macht werden veroorzaakt. Zelf hanteerde hij vooral de sappenleer om ziektes te verklaren. Volgens Hippocrates bevatte het menselijk lichaam vier soorten lichaamssappen: bloed, slijm, gele en zwarte gal. Een verstoring van de balans tussen deze sappen zou ziektes veroorzaken.
De Grieks-Romeinse arts Claudius Galenus was een van de bekendste artsen uit de oudheid. Hij hield zich al bezig met hersen- en oogchirurgie. Zijn geschriften werden in het middeleeuwse Europa belangrijke werken voor artsen, met name nadat Andreas Vesalius veel van Galenus’ werken vertaalde in het Latijn. Een andere bekende arts uit de Grieks-Romeinse tijd was Aulus Cornelius Celsus. Hij schreef een van de eerste medische encyclopedieën over de Romeinse en Alexandrijnse geneeskunde, die nog tot in de 18e eeuw door artsen werd gebruikt.
Andere artsen waar werken of fragmenten van bewaard zijn, zijn Soranus, Scribonius Largus, Rufus van Efeze, Aretaeus van Cappadocië, Paulus van Aegina, Caelius Aurelianus, Diokles van Carystus, Dioscorides en Marcellus.

#### Gereedschap
De Romeinen kenden al verschillende instrumenten voor geneeskunde, waaronder enkele speciaal voor vrouwen. Zo gebruikten ze al pincetten, scalpels en scharen, en waren ze bekend met methodes als hechten en cataractextractie.

## Middeleeuwen

### Islamitische wereld

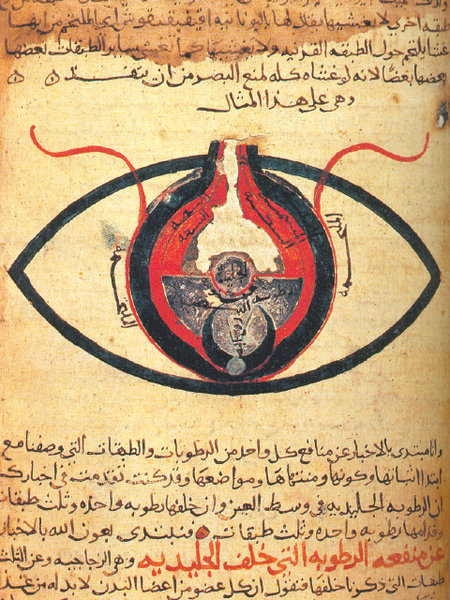
Een Arabisch manuscript uit 1200, getiteld Anatomie van het oog, door al-Mutadibih

Perzië profiteerde vanwege zijn centrale ligging van de ontwikkelingen op het gebied van geneeskunde in zowel Griekenland als India. De eerste generatie van Perzische artsen werd opgeleid in de Academie van Gondesjapoer.
Tijdens het gouden tijdperk van de islamitische beschaving droegen moslimartsen sterk bij aan de ontwikkeling van de geneeskunst. Ze hielden zich onder andere bezig met anatomie, oogheelkunde, farmacologie, fysiologie en chirurgie. De islamitische geneeskunst borduurde verder op invloeden uit zowel de Oud-Indische als Oud-Griekse geneeskunst. Zo werden 129 werken van Claudius Galenus in het Arabisch vertaald door Hunayn ibn Ishaq en zijn assistenten.
Muhammad ibn Zakarīya Rāzi, ook bekend als Rhazes, was de eerste arts die ethanol gebruikte. Abu al-Qasim al-Zahravi wordt beschouwd als de vader van de moderne chirurgie. Hij schreef onder andere de Kitab al-Tasrif (1000), een 30 delen tellende encyclopedie die tot de 17e eeuw zowel aan islamitische als Europese medische scholen werd gebruikt als lesmateriaal.
Een andere invloedrijke persoon in de islamitische geneeskunst was Avicenna. Van zijn hand zijn de Canon van de geneeskunde (1025) en Het boek van geneeskunde (1027), die eveneens tot de 17e eeuw vast lesmateriaal waren aan islamitische en Europese scholen. Avicenna deed ook belangrijk onderzoek naar infectieziektes, zoals het voorkomen van verspreiding door zieke patiënten af te zonderen, en deed medisch onderzoek.
In 1242 was Ibn al-Nafis de eerste die de kleine bloedsomloop en kransslagader omschreef, die de basis vormen van het hart en vaatstelsel.
Hij omschreef ook als een van de eersten het concept van metabolisme, en ontwikkelde een nieuw systeem voor fysiologie ter vervanging van de werken van Claudius Galenus.
Andere belangrijke bijdragen aan de geneeskunde van uit de islam waren de ontdekking van het immuunsysteem, de introductie van microbiologie en het combineren van geneeskunde met wetenschap, botanie en chemie.

### Europa
In het middeleeuwse Europa kwam de geneeskunde na de val van het Romeinse Rijk tijdelijk in een dal terecht. Veel van de oude kennis verdween en werd op grote schaal vervangen door lokale geneeswijzen. In kloosters werden echter wel de medische geschriften uit de Romeinse tijd bewaard. Deze kloosters hadden vaak speciale ruimtes voor de behandeling van zieken. De kloosters bleven echter vasthouden aan de oude medische kennis van Galenus en Hippocrates, en er werd nauwelijks onderzoek gedaan naar nieuwe geneeswijzen. Het christendom zag ziektes namelijk als een test van God, en dus als iets dat de zieke zelf moest overwinnen.

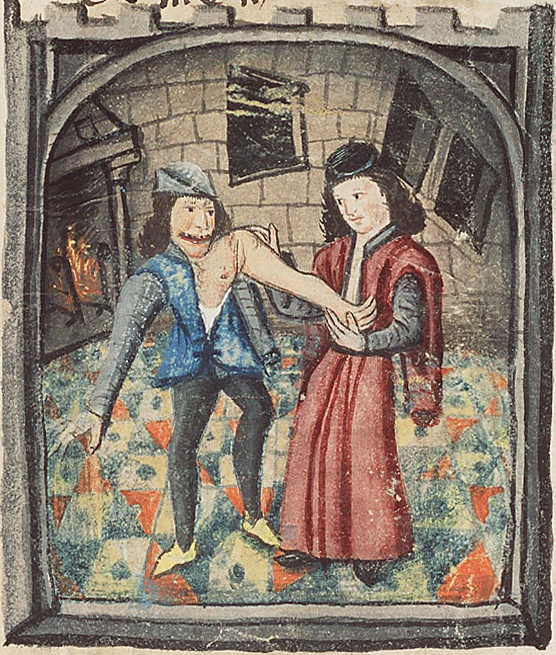
Dokter zet een ontwrichte schouder (1450)

Georganiseerde, professionele geneeskunde kwam weer op gang na de oprichting van het medisch college Schola Medica Salernitana in Italië. In de 12e eeuw werden universiteiten gesticht waar ook geneeskunde kon worden gestudeerd. Artsen hielden zich echter voornamelijk bezig met kruiden en medicijnen. Chirurgie werd bijna niet toegepast. Alleen chirurgijns hielden zich daarmee bezig.
Tussen circa 1390-1410 werd de Lilium Medicinae geschreven door Bernard de Gordon. Chaucer beschrijft Bernard de Gordon als een van wie de geschriften deel uitmaken van het kernprogramma van de beste opgeleide Europese artsen van middeleeuws Europa. Een kopie van de Lilium Medicinae wordt tegenwoordig bewaard in de Universiteitsbibliotheek van Utrecht in de speciale collectie (hs. 684).
Tijdens de renaissance werd almaar meer geëxperimenteerd met anatomie en bestudering van het lichaam. Onder anderen Andreas Vesalius leverde een grote bijdrage aan de ontwikkeling van de geneeskunde in Europa door middel van zijn anatomie van de hersenen en andere organen.

## Moderne geneeskunde
In de 19e eeuw kwam de geneeskunde weer in een stroomversnelling, mede door verbeteringen op het gebied van scheikunde en laboratoriumtechnieken, maar ook door het vernieuwde denken. Er werd meer en meer geëxperimenteerd, en oude stellingen en opvattingen werden niet meer zomaar voor waar aangenomen. Oude ideeën over infectieziekten werden bijvoorbeeld vervangen door nieuwe kennis over virologie en bacteriologie.
Tevens ontstond er specialisatie, waarbij artsen en onderzoekers zich toe gingen leggen op een bepaald gedeelte van de geneeskunst.
In 1676 ontdekte Antonie van Leeuwenhoek voor het eerst bacteriën en andere micro-organismen met zijn microscoop. Louis Pasteur legde een verband tussen deze micro-organismen en ziektes, en zorgde zo voor een revolutie in de geneeskunde. Hij ontwikkelde samen met Claude Bernard het pasteuriseren, dat vandaag de dag nog altijd wordt gebruikt.
Ignaz Semmelweis (1818–1865) wist in 1847 het aantal sterfgevallen door kraamvrouwenkoorts sterk terug te dringen door artsen die zwangere vrouwen hielpen bij de bevalling aan te raden eerst hun handen goed schoon te maken voor ze aan het werk gingen. Zijn bevindingen werden echter niet door de medische gemeenschap erkend, totdat de Britse arts Joseph Lister in 1865 het principe van een antisepticum en het reinigen van wonden ontdekte.
In de 19e eeuw werden voor het eerst geneesmiddelen voor specifieke ziektes ontwikkeld. Ook werd meer bekend over hoe ziektes voorkomen konden worden door te zorgen voor een goede hygiëne.
Een nieuwe sprong voorwaarts was de ontdekking in 1928 van penicilline door Alexander Fleming.
Na de publicatie van Charles Darwins De oorsprong der soorten publiceerde Gregor Mendel (1822–1884) in 1865 zijn boek over erfelijkheidsleer, wat later bekend werd als de Wetten van Mendel. Deze vormde begin 20e eeuw de basis voor klassieke genetica. In 1953 leidde de ontdekking van de structuur van DNA door James Watson en Francis Crick tot de ontwikkeling van moleculaire biologie en moderne genetica.
Geneeskunde was oorspronkelijk voornamelijk een vakgebied voor mannen. Vrouwen werkten uitsluitend als zusters of verpleegsters. Onder anderen Florence Nightingale droeg bij aan de emancipatie binnen de geneeskunde. Tot de vroege 20e eeuw was de ontwikkeling van de geneeskunde met name in Europa nog nauw verbonden met de kerk. Zo was vaak toestemming van de kerk nodig voor het voorschrijven van medicijnen of het uitvoeren van een operatie.
De geneeskunde blijft onafgebroken in ontwikkeling. Zo wordt bijvoorbeeld nog gezocht naar goede medicijnen tegen ziektes als hiv en aids, kanker, de ziekte van Alzheimer en COVID-19.